# Drugie pół
Drugie pół (с пол. — «Вторая половина») — четвёртый студийный альбом польской музыкальной группы Zakopower, выпущенный 30 мая 2015 года звукозаписывающей компанией Kayax (дистрибьютор — Warner Music Poland). В польском чарте наивысшей позицией альбома стало 4 место. По итогам продаж в Польше 23 марта 2016 года диск стал золотым.

## Список композиций
В альбом Boso включено 10 основных треков и 1 бонус-трек:
| №   | Название            | Текст песни                                    | Музыка               | Длительность |
| --- | ------------------- | ---------------------------------------------- | -------------------- | ------------ |
| 1.  | «Tak ma być»        | Бартоломей Кудасик / Себастьян Карпель-Булецка | Матеуш Поспешальский | 5:02         |
| 2.  | «Powrót»            | Бартоломей Кудасик / Себастьян Карпель-Булецка | Матеуш Поспешальский | 4:40         |
| 3.  | «Drugie pół»        | Бартоломей Кудасик                             | Матеуш Поспешальский | 3:02         |
| 4.  | «Niecoś»            | Бартоломей Кудасик                             | Матеуш Поспешальский | 3:57         |
| 5.  | «Święty stan»       | Бартоломей Кудасик / Себастьян Карпель-Булецка | Матеуш Поспешальский | 4:29         |
| 6.  | «Tata»              | Бартоломей Кудасик / Себастьян Карпель-Булецка | Матеуш Поспешальский | 4:08         |
| 7.  | «Rocznice»          | Бартоломей Кудасик / Себастьян Карпель-Булецка | Матеуш Поспешальский | 3:39         |
| 8.  | «Siwa mgła»         | Бартоломей Кудасик                             | Матеуш Поспешальский | 8:00         |
| 9.  | «Rejna»             | Бартоломей Кудасик / Себастьян Карпель-Булецка | Матеуш Поспешальский | 4:10         |
| 10. | «Pomnik nieznanego» | Бартоломей Кудасик                             | Матеуш Поспешальский | 4:26         |
| 11. | «Schron»            | Бартоломей Кудасик                             | Матеуш Поспешальский | 4:41         |
| 12. | «Rachunek»          | Бартоломей Кудасик / Себастьян Карпель-Булецка | Матеуш Поспешальский | 4:07         |

| №   | Название     | Текст песни                                    | Музыка                                    | Длительность |
| --- | ------------ | ---------------------------------------------- | ----------------------------------------- | ------------ |
| 13. | «Udomowieni» | Бартоломей Кудасик / Себастьян Карпель-Булецка | Анджей Смолик / Себастьян Карпель-Булецка | 3:00         |